# Megaceryle alcyon
El martín gigante norteamericano (Megaceryle alcyon) es una especie de ave coraciforme de la familia Cerylidae propia de América del Norte, el Caribe, América Central y la parte norte de Sudamérica. 

## Descripción
Es un pájaro robusto, de tamaño mediano que mide entre 28-35 cm de largo, con una envergadura de 48 a 58 cm. Suelen pesar entre 140 y 170 g.
Tiene una cabeza grande con una cresta de plumas. Su pico robusto y largo es de color negro con una base gris. Esta ave tiene un dimorfismo sexual inverso, con la hembra de colores más brillantes que el macho. Ambos sexos tienen la cabeza azul pizarra, un cuello blanco, una banda azul en el pecho y las partes inferiores blancas. La espalda y las alas de son color gris, y las puntas de las plumas de color negro con pequeños puntos blancos. La hembra tiene una banda rojiza en la parte superior del abdomen que se extiende por los flancos. 
Los juveniles de esta especie son similares a los adultos, pero ambos sexos cuentan con una banda rojiza en la parte superior del abdomen.

## Distribución y hábitat
El hábitat de cría de M. alcyon es cerca de cuerpos de agua continentales o de costas en la mayor parte de Canadá, Alaska y los Estados Unidos. Durante el invierno migran desde norte de su área de distribución hacia el sur de los Estados Unidos, México, Centroamérica y las Antillas. Es un visitante raro en las áreas norteñas de Colombia, Venezuela y el Escudo Guyanés. Durante la migración pueden alejarse del continente americano, y la especie ha sido registrada como un visitante accidental en islas oceánicas como la isla del Coco, Malpelo, Hawái, las Azores, Clarion, y muy incidentalmente en Ecuador, Groenlandia, Irlanda, los Países Bajos, Portugal y el Reino Unido. Los registros más al sur de M. alcyon son en las islas Galápagos, Ecuador insular, donde llega como un migrante en números pequeños pero aparentemente no todos los años.

## Comportamiento

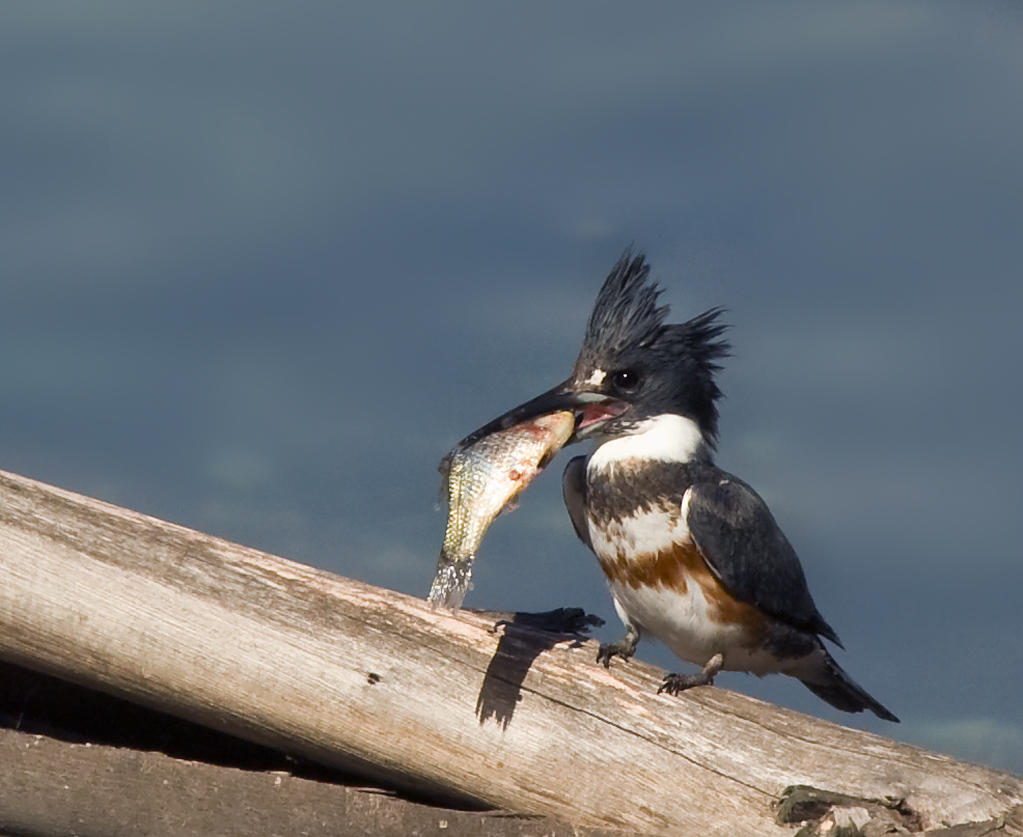
Hembra con presa

M. alcyon es un ave diurna que pesca desde una atalaya en un árbol, poste u otro "punto de observación" cerca del agua, antes de sumergirse para capturar principalmente peces, aunque se alimenta también de anfibios, pequeños crustáceos, insectos, pequeños mamíferos y reptiles.
Anida en un túnel excavado por ambos sexos en la orilla de un río. Estos túneles a menudo son excavados pendiente cuesta arriba, posiblemente para evitar que los polluelos se ahoguen en la eventualidad de inundaciones y que puedan sobrevivir en la bolsa de aire formada en la parte más elevada del túnel. La hembra pone entre cinco y ocho huevos y ambos adultos los incuban y alimentan a las crías.